# Lidköping–Håkantorps Järnväg
Lidköping-Håkantorps Järnväg (HLJ) var en smalspårig järnväg i Skaraborgs län. Sträckan finns kvar som en del av den normalspåriga Kinnekullebanan.

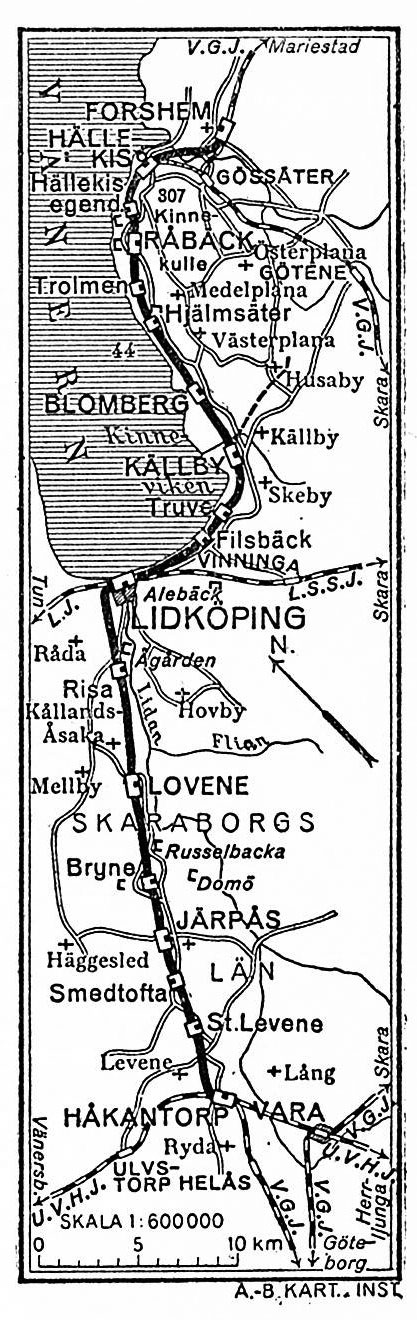
HLJ. Karta 1926.

## Historia
Banan, byggd av Lidköping-Håkantorps järnvägsaktiebolag, utgick ifrån Håkanstorp på den 1217 mm smalspåriga Uddevalla-Vänersborg-Herrljunga Järnväg (UWHJ) med HLJ-bangården öster om den redan befintliga UWHJ-bangården. Banan slutade väster om Lidan vid stationen Lidköping V i Lidköping. Den öppnades för trafik den 12 december 1877. Bolaget fick tidigt ekonomiska problem och redan 1886 gick det i konkurs. Mellan 1886 och 1891 köpte Lidköping-Skara-Stenstorps Järnväg (LSSJ) HLJ tre gånger på auktion, alla köpen överklagades men det tredje gick igenom. LSSJ lånade 350000 kr och byggde en bro över Lidan för att sammanbinda sina bandelar öster och väster om Lidan. När bron öppnades för trafik 1893 stängdes Lidköping V.
LSSJ sålde HLJ, med ursprungliga fordon, till Lidköping stad år 1902. Järnvägen samtrafikerades i Lidköpings Järnvägar med Kinnekulle-Lidköpings Järnväg (KiLJ).
När Västergötland-Göteborgs Järnvägar (VGJ) öppnade Håkantorp-Tumleberg år 1900 flyttades den smalspåriga bangården väster om UWHJ i Håkanstorp. Samtrafiken Lidköpings Järnvägar trafikerade senare denna bibana till VGJ hela vägen från Forshem via Lidköping och till anslutningen med VGJ i Tumleberg. 
Järnvägen såldes samtidigt som andra smalspåriga banor i Skaraborgs län till Svenska staten 1948 och ingick därefter i Statens Järnvägar (SJ).
Banan byggdes om till normalspår 1953.